# (20031) 1992 OO
1992 OO (asteroide n.º 20031) es un asteroide del cinturón principal. Posee una excentricidad de 0,18014920 y un inclinación de 25,77599º.
Este asteroide fue descubierto el 27 de julio de 1992 por Eleanor F. Helin en el Palomar.